# Bridging the Gap
Bridging the Gap — второй альбом The Black Eyed Peas, выпущенный в 2000 году. Содержит сингл «Request + Line», исполненный с Мэйси Грэй.

## Список композиций
1. «BEP Empire»
2. «Weekends»
3. «Get Original»
4. «Hot»
5. «Cali to New York»
6. «Lil' Lil'»
7. «On My Own»
8. «Release»
9. «Bridging the Gaps»
10. «Go Go»
11. «Rap Song»
12. «Bringing It Back»
13. «Tell Your Mama Come»
14. «Request + Line»